# Alosa alabamae
Alosa alabamae és una espècie de peix de la família dels clupeids i de l'ordre dels clupeïformes.

## Morfologia
- Els mascles poden assolir 51 cm de llargària total.[4][5]

## Reproducció
Puja els rius i rierols per fresar a la primavera o a començaments d'estiu. Els exemplars joves baixen a la tardor.

## Distribució geogràfica
Es troba a l'Atlàntic occidental central: Golf de Mèxic (des del delta del Mississipi fins a Florida). També és present als rius que hi ha entre Iowa i Arkansas, i a Virgínia Occidental.

## Longevitat
Pot viure fins als 4 anys.

## Costums
Forma bancs.

## Vàlua comercial
Es comercialitza principalment fresc.